# Liste du patrimoine mondial en Autriche
Cet article recense les sites inscrits au patrimoine mondial en Autriche.

## Statistiques
L'Autriche ratifie la Convention pour la protection du patrimoine mondial, culturel et naturel le 18 décembre 1992. Les deux premiers sites protégés sont inscrits en 1996 lors de la 20e session du Comité du patrimoine mondial.
En 2021, l'Autriche compte 11 sites inscrits au patrimoine mondial : 10 culturels et 1 naturel. 4 sont transfrontaliers.
À la même date, le pays a également soumis 11 sites à la liste indicative : 10 culturels et 1 naturel.

## Listes

### Patrimoine mondial
Les sites suivants sont inscrits au patrimoine mondial.
| Site                                                                 | État                              | Type                      | Date | Superficie (ha) | Zone tampon (ha) | Lien | Notes | Coordonnées | Illus. |
| -------------------------------------------------------------------- | --------------------------------- | ------------------------- | ---- | --------------- | ---------------- | ---- | --- | --- | ------ |
| Centre historique de la ville de Salzbourg                           | Salzbourg                         | Culturel (ii), (iv), (vi) | 1996 | 236             | 467              | 784  | | 47° 48′ 00″ nord, 13° 02′ 46″ est |        |
| Ligne de chemin de fer de Semmering                                  | Basse-Autriche, Styrie            | Culturel (ii), (iv)       | 1996 | 156,18          | 8 581,21         | 785  | | 47° 38′ 20″ nord, 15° 49′ 48″ est |        |
| Palais et jardins de Schönbrunn                                      | Vienne                            | Culturel (i), (iv)        | 1996 | 186,28          | 260,64           | 786  | | 48° 11′ 06″ nord, 16° 18′ 43″ est |        |
| Paysage culturel de Hallstatt-Dachstein / Salzkammergut              | Haute-Autriche, Salzbourg, Styrie | Culturel (iii), (iv)      | 1997 | 28 446,2        | 20 013,9         | 806  | | 47° 33′ 32″ nord, 13° 38′ 46″ est |        |
| Ville de Graz – Centre historique et château d'Eggenberg             | Styrie                            | Culturel (ii), (iv)       | 1999 | 91,09           | 83,27            | 931  | Deux zones distinctes : l'une pour le centre historique, l'autre pour le château d'Eggenberg. L'inscription de 1999 ne comprend que le centre historique ; le château n'est ajouté qu'en 2010. | 47° 04′ 16″ nord, 15° 26′ 17″ est 47° 04′ 26″ nord, 15° 23′ 31″ est |        |
| Paysage culturel de la Wachau                                        | Basse-Autriche                    | Culturel (ii), (iv)       | 2000 | 18 387          | 2 942            | 970  | | 48° 21′ 50″ nord, 15° 26′ 02″ est |        |
| Paysage culturel de Fertö / Neusiedlersee                            | Burgenland                        | Culturel (v)              | 2001 | 68 369          | 6 347            | 772  | Site transfrontalier commun avec la Hongrie | 47° 49′ 30″ nord, 16° 44′ 49″ est |        |
| Centre historique de Vienne                                          | Vienne                            | Culturel (ii), (iv), (vi) | 2001 | 371             | 462              | 1033 | En péril depuis 2017 | 48° 12′ 36″ nord, 16° 22′ 12″ est |        |
| Sites palafittiques préhistoriques autour des Alpes                  | Carinthie, Haute-Autriche         | Culturel (iv), (v)        | 2011 | 3,51            | 290,16           | 1363 | Site transfrontalier commun avec l'Allemagne, la France, l'Italie, la Slovénie et la Suisse. 5 sites en Autriche : - Abtsdorf I - Abtsdorf III - Keutschacher See - Litzlberg Süd - Mondsee–See | 47° 53′ 41″ nord, 13° 32′ 01″ est 47° 53′ 36″ nord, 13° 31′ 59″ est 46° 35′ 13″ nord, 14° 09′ 34″ est 47° 56′ 03″ nord, 13° 33′ 17″ est 47° 48′ 14″ nord, 13° 26′ 57″ est |        |
| Forêts primaires de hêtres des Carpates et d'autres régions d'Europe | Basse-Autriche, Haute-Autriche    | Naturel (ix)              | 2017 | 7 119,11        | 15 742,29        | 1133 | Site transfrontalier avec l'Allemagne, l'Albanie, la Belgique, la Bosnie-Herzégovine, la Bulgarie, la Croatie, l'Espagne, la France, l'Italie, la Macédoine du Nord, la Pologne, Roumanie, la Slovaquie, la Slovénie, la Suisse, la Tchéquie et l'Ukraine. 5 sites en Autriche : - Dürrenstein (de) - Kalkalpen - Hintergebirge (de) - Kalkalpen - Bodinggraben - Kalkalpen - Urlach - Kalkalpen - Wilder Graben | 47° 48′ 46″ nord, 15° 04′ 29″ est 47° 44′ 58″ nord, 14° 28′ 56″ est 47° 47′ 14″ nord, 14° 21′ 12″ est 47° 48′ 15″ nord, 14° 14′ 22″ est 47° 50′ 00″ nord, 14° 26′ 01″ est |        |
| Les grandes villes d'eaux d'Europe                                   | Basse-Autriche                    | Culturel (ii), (iii)      | 2021 | 343             | 555              | 1613 | Site transfontalier avec l'Allemagne, la Belgique, la France, l'Italie, le Royaume-Uni et la Tchéquie. 1 site en Autriche : Baden bei Wien. | 48° 00′ 35,98″ nord, 16° 14′ 00,98″ est |        |

### Liste indicative
Les biens suivants sont proposés sur la liste indicative du pays en octobre 2023.
| Id.  | Bien                                                          | État                        | Année | Critères et notes                                                                                          | Coordonnées                                                         | Illus. |
| ---- | ------------------------------------------------------------- | --------------------------- | ----- | --- | ------------------------------------------------------------------- | ------ |
| 30   | Abbaye de Heiligenkreuz                                       | Basse-Autriche              | 1994  | Culturel, (i), (ii), (iii), (iv) Proposé sous le nom Heiligenkreuz Abbey                                   | 48° 03′ 22″ nord, 16° 08′ 10″ est                                   |        |
| 28   | Abbaye de Kremsmünster (de)                                   | Haute-Autriche              | 1994  | Culturel, (i), (ii), (iii), (iv), (vi) Proposé sous le nom Abbey of Kremsmünster                           | 48° 03′ 18″ nord, 14° 07′ 52″ est                                   |        |
| 27   | Bregenzerwald                                                 | Vorarlberg                  | 1994  | Culturel, (iv), (v) Proposé sous le nom Bregenzerwald (Bregenz Forest)                                     | 47° 16′ nord, 9° 53′ est                                            |        |
| 32   | Cathédrale de Gurk                                            | Carinthie                   | 1994  | Culturel, (i), (iii), (iv) Proposé sous le nom Cathedral of Gurk                                           | 46° 52′ 30″ nord, 14° 17′ 38″ est                                   |        |
| 31   | Château de Hochosterwitz                                      | Carinthie                   | 1994  | Culturel, (i), (iii), (iv) Proposé sous le nom Hochosterwitz Castle                                        | 46° 45′ 18″ nord, 14° 27′ 14″ est                                   |        |
| 5801 | Hall en Tyrol - L'hôtel des monnaies (de)                     | Tyrol                       | 2013  | Culturel, (i), (ii), (iv) Proposé sous le nom Hall in Tyrol – The Mint                                     | 47° 16′ 44″ nord, 11° 30′ 25″ est                                   |        |
| 6074 | Haute route alpine du Großglockner                            | Carinthie, Salzbourg        | 2016  | Culturel, (i), (ii), (iv) Proposé sous le nom Großglockner High Alpine Road / Großglockner Hochalpenstraße | 47° 04′ 59″ nord, 12° 50′ 35″ est                                   |        |
| 1645 | Parc national des Hohe Tauern                                 | Carinthie, Salzbourg, Tyrol | 2003  | Naturel, (vii), (viii), (ix), (x) Proposé sous le nom National Park "Hohe Tauern"                          | 47° 10′ 01″ nord, 12° 30′ 00″ est                                   |        |
| 19   | Paysage culturel de « Innsbruck-Nordkette/Karwendel »         | Tyrol                       | 2002  | Culturel, (i), (ii), (iii), (iv) Proposé sous le nom Cultural Landscape of "Innsbruck-Nordkette/Karwendel" | 47° 16′ 01″ nord, 11° 22′ 59″ est                                   |        |
| 20   | Route du fer (de) avec l'Erzberg et la vieille ville de Steyr | Haute-Autriche              | 2002  | Culturel, (i), (ii), (iii), (iv) Proposé sous le nom Iron Trail with Erzberg and the old town of Steyr     | 47° 31′ 30″ nord, 14° 54′ 43″ est 48° 02′ 20″ nord, 14° 25′ 08″ est |        |